# Open Payment Initiative
Open Payment Initiative, abgekürzt O.P.I. [oːpiːaɪ], steht für die Standardisierung der Applikationsschnittstelle zwischen einer Kassenapplikation und einer beliebigen Lösung für bargeldloses Bezahlen (EFT/PoS).

## Schnittstelle
Bei der Spezifikation dieser Schnittstelle standen internationale und branchenübergreifende Aspekte im Vordergrund. Heute bildet die O.P.I.-Schnittstelle einen De-facto-Standard von europäischem Format, der sich von Deutschland aus in Handels- und Mineralölprojekten in Europa ausbreitet.
Basis für die im Jahr 2003 erstmals veröffentlichten Spezifikationen und Referenzinstallationen waren die für die Tankstellenbranche entwickelten POS-EPS-Spezifikationen des IFSF (International Forecourt Standards Forum), die um handelsspezifische Aspekte erweitert wurden. Erstmals war es damit möglich, in europäischen Kassenprojekten über die einheitliche O.P.I.-Schnittstelle unterschiedliche EFT/PoS-Lösungen zu integrieren.

## Versionen
| Version | Bezeichnung                                 | Veröffentlichungsdatum |
| ------- | ------------------------------------------- | ---------------------- |
| 1.2     | EFT-Standard Interface for POS Applications | Februar 2003           |
| 1.2.1   | EFT-Standard Interface for POS Applications | September 2003         |
| 1.3     | EFT-Standard Interface for POS Applications | Februar 2005           |

## Technische Lösung
Die Implementierung der O.P.I.-Schnittstelle ist vom Betriebssystem unabhängig.
Es handelt sich um eine XML-basierte Schnittstelle. Die Kommunikation erfolgt über TCP/IP. Die XML-Nachrichten werden über zwei Kanäle (Ports) ausgetauscht (1. Port: Card Request / Card Response, 2. Port: Device Request / Device Response).

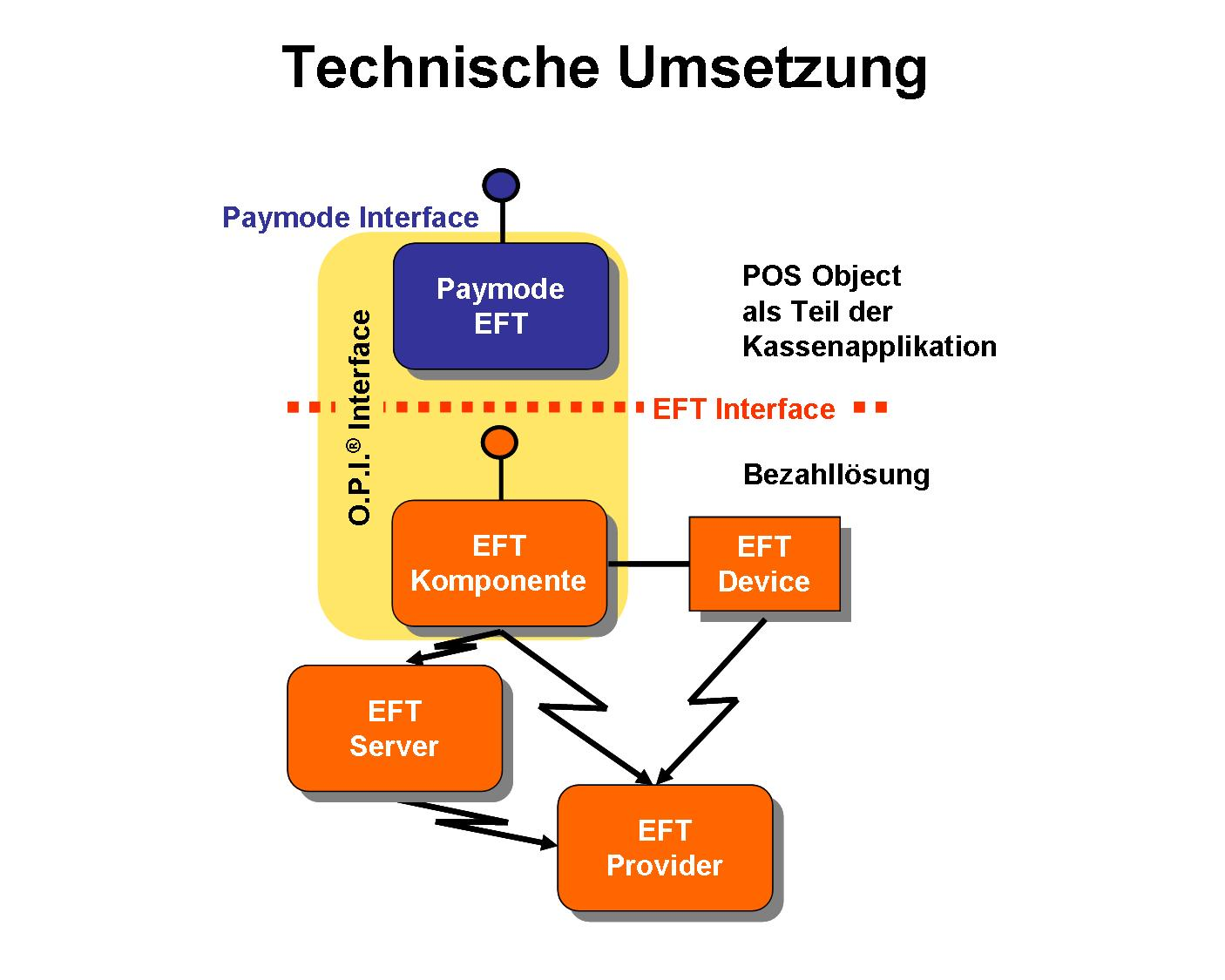
Beispiel: Modulare Softwarearchitektur

Durch die Verwendung der O.P.I.-Schnittstelle wird erreicht, dass bei der Integration Peripherie-Geräte der Kasse der Bezahllösung zur Verfügung gestellt werden, wie z. B. Kassendrucker für den Zahlungsbelegdruck, Anzeigen für Nachrichten an die Kassierkraft oder den Karteninhaber, Magnetkartenleser.
Durch eine derartige Entkoppelung wird für die Anwender einerseits und die Kassen- und Bezahllösungsanbieter andererseits die Integrationsflexibilität in internationaler, lösungs- und branchenspezifischer Hinsicht erhöht und Investitionssicherheit erreicht.

## Internationale Installationen
Die O.P.I.-Schnittstelle ist seit 2003 von diversen Software- und EFT/PoS-Lösungsanbietern in vielen Projekten in Deutschland, Frankreich, Irland, Österreich, Portugal, der Schweiz, dem Vereinigten Königreich und in Dänemark eingesetzt worden.